# Donja Bukovica (Serbia)
Donja Bukovica (cyr. Доња Буковица) – wieś w Serbii, w okręgu kolubarskim, w mieście Valjevo. W 2011 roku liczyła 460 mieszkańców.